# Empoasca fabae
Empoasca fabae, auch als Amerikanische Kartoffelzikade bekannt,  ist eine Zikade der Unterfamilie der Blattzikaden (Typhlocybinae) innerhalb der Unterordnung der Rundkopfzikaden (Cicadomorpha).

## Aussehen
Die nur 2,5 mm langen Zikaden haben einen grünlichen Körper. Sie besitzen große rötliche Facettenaugen sowie zwei lange, dünne Fühler. Die Flügel sind durchsichtig. An den Seiten der Beine sind viele kleine Dornen vorhanden.

## Verbreitung
Diese Art kommt in sehr großer Zahl in Nordamerika östlich der Rocky Mountains vor. Das Vorkommen erstreckt sich bis nach Argentinien.

## Lebensweise
Die Zikaden ernähren sich vom Pflanzensaft junger Kartoffeltriebe. Sie verstecken sich meist auf der Unterseite der Kartoffelblätter. Die Zikaden können Viren übertragen, welche Pflanzenkrankheiten verursachen.
Die Zikaden ziehen im Herbst in den Süden der Vereinigten Staaten, um dort zu überwintern. Im Frühjahr wandern sie wieder nach Norden und dringen dabei bis nach Südkanada und in den mittleren Teil Kanadas vor.

## Fortpflanzung
Empoasca fabae kann in einem Jahr mehrere Generationszyklen hervorbringen. Die jährliche Fortpflanzungsperiode beträgt 3 bis 4 Wochen. In dieser Zeit legt das Weibchen täglich 2 bis 3 Eier. Nach 7–10 Tagen schlüpfen die Nymphen. Sie verbringen bis zu 2 Wochen im Nymphenstadium auf den Blättern der Kartoffelpflanze.

## Schadwirkung
Diese Art kann durch das Aussaugen des Pflanzensaftes junger Kartoffeltriebe und die dabei übertragenen Viruserkrankungen sehr große Ernteausfälle verursachen. An den Blättern der Kartoffelpflanzen, die Empoasca fabae befallen hat, bilden sich zuerst weiße Flecken am Rand, danach rollen sich die Blätter ein und verfärben sich durch Toxine, welche die Zikaden beim Fressen in das Blatt einspritzen, braun.